# Lincolnův duch

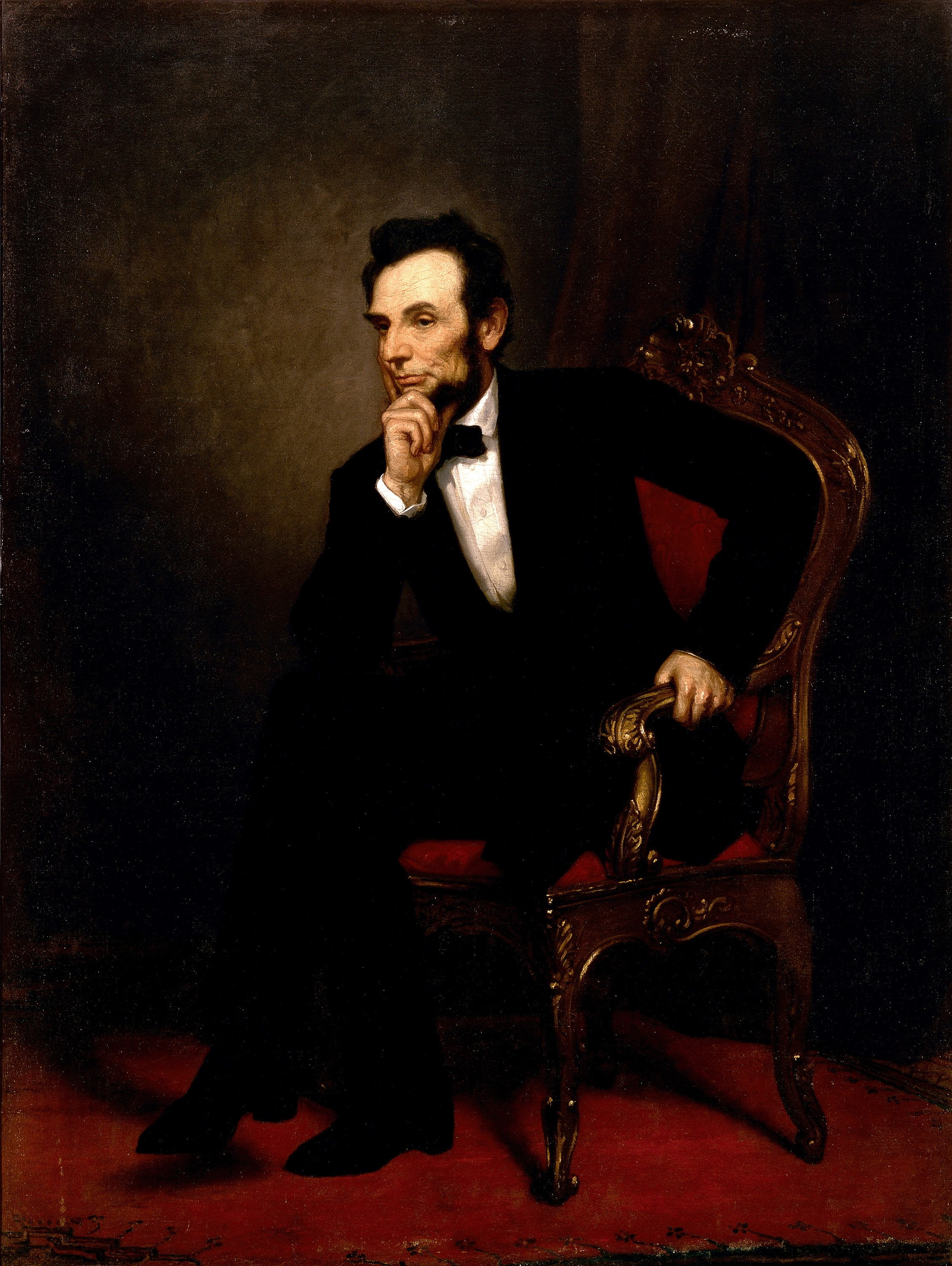
Abraham Lincoln, jehož duch údajně obývá Bílý dům

Několik lidí, mezi nimi i známých osobností tvrdilo, že duch 16. amerického prezidenta i léta po své násilné smrti, kterou měl na svědomí atentátník John Wilkes Booth stále obývá Bílý dům. Svou smrt údajně sám předpověděl, den před svou smrtí řekl:

"Ve snu jsem slyšel nářek. Vešel jsem do místnosti, kde byli muži a ženy oblečené ve smutečních šatech. Viděl jsem rakev na stupínku, s vojáky okolo. Kapitán stál opodál, a já se ho zeptal: "Kdo je ten mrtvý v Bílém domě?" Muž odvětil: "Prezident, byl zabit úkladným vrahem." V rakvi bylo tělo v pohřebním rouchu, ale jeho tvář byla zakryta".

## Lincolnův duch během druhé světové války
Prezidentův duch se nezjevoval pouze stálým obyvatelům Bílého domu. Během druhé světové války měl vyděsit nizozemskou královnu Vilemínu, která navštívila USA coby představitelka národa bojujícího na straně spojenců proti silám osy. Lincoln měl v noci zaklepat na dveře její ložnice a stanout před ní s cylindrem na hlavě. Královna omdlela a když opět přišla k sobě, duch byl pryč.
Během války v Lincolnově ložnici rovněž přespával britský ministerský předseda Winston Churchill při své návštěvě Spojených států. Na konci dne Churchill odešel do vany, kde si dopřál dlouhou lázeň a jeden ze svých oblíbených doutníků. Po koupeli vyšel nahý do vedlejší ložnice, kde spatřil Lincolna stojícího před krbem. Oba muži si měli rozpačitě pohlédnout do tváře, načež se Lincoln pomalu vypařil.

## Další Lincolnova zjevení
Sto let od atentátu, v 60. letech 20. století měla Lady Bird Johnsonová, manželka prezidenta Johnsona cítit Lincolnovu tajuplnou přítomnost, když v televizi sledovala program o jeho zavraždění. Dcera prezidenta Forda tvrdila, že Lincolnova ducha spatřila v jednom z pokojů v 80. letech. V roce 1987 byla jeho průsvitná postava pozorována prezidentovou dcerou Maureen Reaganovou a jejím manželem Dennisem Revellem.